# Kerabistus horni
Kerabistus horni är en insektsart som först beskrevs av Ludwig Redtenbacher 1908.  Kerabistus horni ingår i släktet Kerabistus och familjen Aschiphasmatidae. Inga underarter finns listade i Catalogue of Life.